# Alice Scherrer-Baumann
Alice Scherrer-Baumann (* 12. Januar 1947 in Lutzenberg) ist eine zuerst parteilose, später freisinnige Schweizer Politikerin. Sie war eine der ersten zwei Regierungsrätinnen des Kantons Appenzell Ausserrhoden sowie Frau Landammann.

## Leben
Alice Baumann, Tochter des Polizisten Jakob Baumann und der Alice geborene Niederer, Damenschneiderin sowie Hausfrau, besuchte die Primarschule in Lutzenberg, die Sekundarschule in Rheineck und 1964–1968 das Lehrerseminar Mariaberg Rorschach. Bis 1974 arbeitete sie als Primarlehrerin in Grub (AR) und machte 1972 einen Sprachaufenthalt in Südengland. 1975–1977 absolvierte sie die Ausbildung zur Sekundarlehrerin an der Sekundarlehramtsschule in St. Gallen. Danach unterrichtete sie bis 1992 an der Mädchensekundarschule Blumenau in St. Gallen. 1980 heiratete sie den Lehrer Erich Scherrer, mit dem sie zwei Kinder hat. 1987–1991 war Scherrer-Baumann Dozentin für Deutsch und Staatskunde an der Schule für Kinderkrankenpflege St. Gallen.
Ihren Einstieg in die Politik schaffte Alice Scherrer-Baumann 1987 als parteilose Gemeinderätin (Schulpräsidium) in Grub; dieses Amt übte sie bis 1994 aus. 1991–1995 wirkte sie in der Verfassungskommission des Kantons Appenzell Ausserrhoden mit. Die Gemeinde Grub wählte sie 1993 in den Kantonsrat. 1994 folgte Scherrer-Baumanns Wahl, zusammen mit Marianne Kleiner-Schläpfer, in die kantonale Exekutive. Dort stand sie dem Departement Gesundheit und Soziales vor und profilierte sich als interkantonale Gesundheitspolitikerin. 1995 trat Scherrer-Baumann der Freisinnig-Demokratischen Partei (FDP) des Kantons bei, 1999 war sie Mitbegründerin der FDP Grub. Sie präsidierte 1998–2002 den Strategieausschuss des Ostschweizer Projekts Expo 2027 für die Ausrichtung einer Landesausstellung. 1999–2002 war Scherrer-Baumann Präsidentin der Schweizerischen Gesundheitsdirektorenkonferenz, wo sie unter anderem die Fachgruppe Bildung präsidierte und als Delegierte für Internationales fungierte. 2003 erlangte sie mit ihrer Wahl zur Frau Landammann das höchste politische Amt in Appenzell Ausserrhoden. Vom Regierungsamt trat sie 2006 zurück.
Zwischen 2004 und 2015 war sie am Institut für Führung und Personalmanagement der Universität St. Gallen als Dozentin für Hospital Governance sowie am Centre for Corporate Governance der Universität St. Gallen aktiv. Hier beteiligte sie sich am Aufbau des Female Board Pool, einem Netzwerk zur Erhöhung des Frauenanteils in Verwaltungsräten. Nach dem Rückzug aus der Politik nahm Scherrer-Baumann in diversen Verwaltungsräten des Spital- und Gesundheitsbereichs Einsitz, unter anderem der Psychiatrie Baselland (seit 2013 Präsidentin), der Klinik Hirslanden in Heiden (2009–2017), der Krankenkasse Concordia (2013–2017 Vizepräsidentin), des Kantonsspitals Baselland (2012 Vizepräsidentin), und im Beirat des Fachbereichs Gesundheit der Fachhochschule Bern.